# 美国色情作品

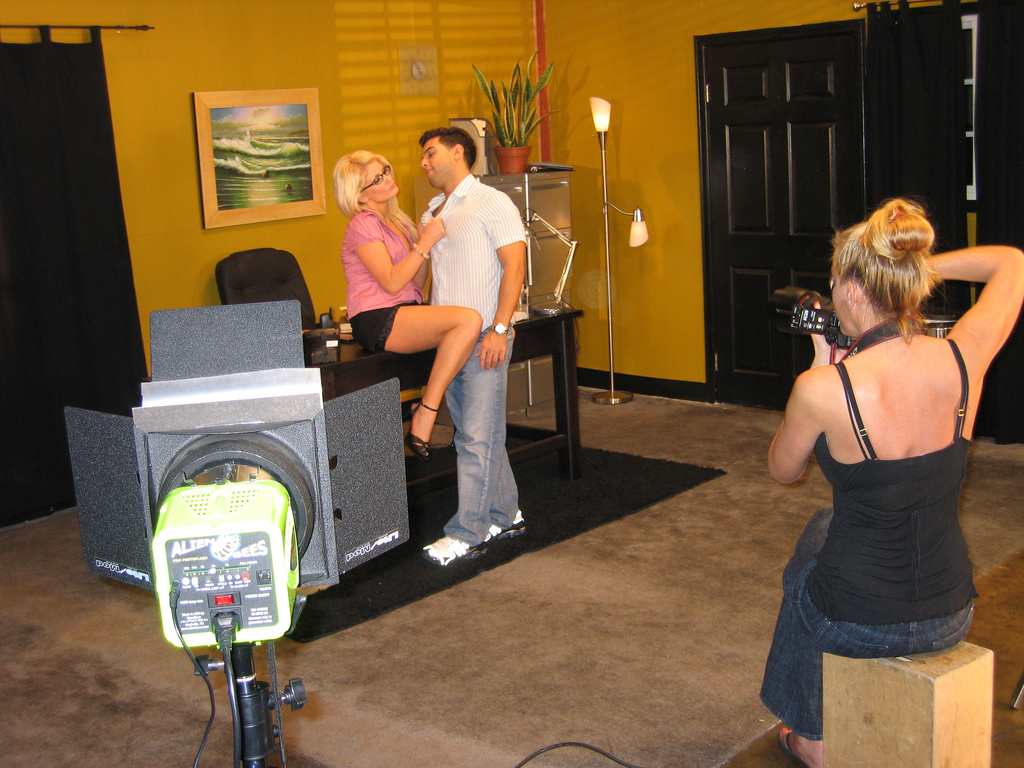
色情电影的拍摄现场

美国的色情作品（英語：Pornography in the United States）在其建国之初便已存在，并在当下变得更加容易获得。从1969年由安迪·沃荷执导的《蓝色电影》开始；到1969年到1984年的色情黄金时代；再到录影带的出现……随着技术的发展，色情作品在美国已经从当初的难以寻觅的“后巷”产品变成越来越方便得到。而从1990年代开始，它几乎可以从每台电脑乃至任何连接到互联网的设备上获得。美国目前并没有像其他国家或地区那样有明确的计划来阻止未成年人观看色情作品。
对色情作品的打压方式包括：彻底禁止、禁止销售、以限制观看人数为目的的内容审查及分级制度，以及宣称这是卖淫而因此要受到相关约束卖淫法规的管控等。而影响色情作品制作与销售合法性取决于色情作品的定义、色情作品与卖淫的关系、淫秽的定义、关于个人拥有色情作品的裁定以及色情作品与言论自由的关系。
美国的色情作品支持者们常常援引美国宪法第一修正案，声称色情作品属于言论自由的一部分；不过根据“米勒诉加利福尼亚州案”而确定的“米勒测试”，任何缺乏“重要的文学、艺术、政治或科学价值”的事物通常都不受保护。但是，美国最高法院在2002年的“雅斯科诉言论自由联盟案”中裁定，涉及成年人同意的色情作品受到第一修正案保护；同时那些“看上去像是”未成年人但实际已达到合法年龄的色情作品同样受到保护。因此，绝大部分但不是全部的色情作品在美国是合法的。

## 发展历史
尽管色情作品的历史可以追溯到几千年前，但是它在美国的历史却大约是从18世纪开始。在当时，伴随着美国的对外贸易的兴起以及大量移民的涌入，色情作品开始进入美国。在18世纪末，法国已经成为色情图片传播领域的领先国家。色情已经成为游戏牌、海报、明信片及橱柜卡片的主题。而在此前，色情印刷品还局限在雕版、木刻和线版的插画上。

### 出典
1. ↑  . CaseBrief for Law Students. Casebriefs LLC.   [2020-07-03]. （原始内容存档于2020-11-29）.
2. ↑  Dmitry Sudakov. . Pravda.Ru.   [2020-07-03]. （原始内容存档于2020-11-25）.
3. ↑  . 斯坦福大学.   [2020-07-03]. （原始内容存档于2012-05-06）.

## 延伸阅读
- Matthew Flamm. . New York Times (New York Times Company). 2002-06-02  [2020-07-03]. （原始内容存档于2009-05-07）.

- Maureen Harrison; Steve Gilbert. . Excellent Books. 2000  [2020-07-03]. ISBN 9781880780237. （原始内容存档于2020-08-01）.

- Gordon Hawkins; Franklin E. Zimring; William G Simon. . Cambridge University Press. 1988  [2020-07-03]. ISBN 9780521363174. （原始内容存档于2020-10-01）.

- Thomas C. Mackey. . ABC-CLIO. 2002  [2020-07-03]. ISBN 9781576072752. （原始内容存档于2017-02-16）.

- Anthony Petkovich. . Critical Vision. 2002  [2020-07-03]. ISBN 9781900486248. （原始内容存档于2021-03-11）.

- Carmine Sarracino; Kevin M. Scott. . Beacon Press. 2008  [2020-07-03]. ISBN 9780807061541. （原始内容存档于2020-08-01）.